# Lowther Hill
Lowther Hill är en kulle i Storbritannien.   Den ligger i kommunen South Lanarkshire och riksdelen Skottland, i den centrala delen av landet, 500 km nordväst om huvudstaden London. Toppen på Lowther Hill är 645 meter över havet.
Terrängen runt Lowther Hill är huvudsakligen lite kuperad. Runt Lowther Hill är det glesbefolkat, med 9 invånare per kvadratkilometer. Närmaste större samhälle är Kirkconnel, 15,7 km väster om Lowther Hill. Trakten runt Lowther Hill består i huvudsak av gräsmarker.